# Jessica Anderson (Schriftstellerin)
Jessica Anderson (* 25. September 1916 in Brisbane; † 9. Juli 2010 in Sydney) war eine australische Schriftstellerin.

## Leben
Zunächst veröffentlichte sie Kurzgeschichten in Zeitungen und schrieb Drehbücher für den Rundfunk. Letzteres basierte insbesondere auf den Romanen von Henry James und Charles Dickens. Sie verbrachte die meiste Zeit ihres Lebens in Sydney und lebte auch in London. 1963 erschien ihr Romandebüt An Ordinary Lunacy. Ihr Kurzgeschichtenband Stories From the Warm Zone von 1987 kontrastiert autobiographisch geprägte Geschichten vom Brisbane der 1920er mit welchen aus dem zeitgenössischen Sydney. Einflüsse nahmen Henry James, Evelyn Waugh und besonders Henry Green.

## Werke
- An Ordinary Lunacy (1963)
- The Last Man's Head (1970)
- The Commandant (1975)
- Tirra Lirra by the River (1978)
- The Impersonators (US-Titel: The Only Daughter; 1980)
- Stories From the Warm Zone (Kurzgeschichten, 1987)
- Taking Shelter (1989)

## Auszeichnungen
- Tirra Lirra by the River:  Miles Franklin Award,  Australian Natives' Association Literary Award
- The Impersonators: Miles Franklin Award,  New South Wales Premier's Award
- Stories from the Warm Zone:  The Age Book of the Year Award